# Leimbühl (Haselbach)
Leimbühl ist ein Gemeindeteil von Haselbach im niederbayerischen Landkreis Straubing-Bogen.
Die Einöde liegt gut zwei Kilometer südöstlich des Ortskerns von Haselbach auf dem Westhang des Talbergs (541 m ü. NHN) auf der Gemarkung Dachsberg.

## Geschichte
Bis zum 31. Dezember 1970 war Leimbühl ein Gemeindeteil der ehemaligen Gemeinde Dachsberg und wurde am 1. Januar 1971 im Zuge der Gebietsreform in Bayern in die Gemeinde Haselbach eingegliedert.

## Einwohnerentwicklung
| Jahr      | 1838 | 1860 | 1871 | 1875 | 1885 | 1900 | 1913 | 1925 | 1950 | 1961 | 1970 | 1987 |
| --------- | ---- | ---- | ---- | ---- | ---- | ---- | ---- | ---- | ---- | ---- | ---- | ---- |
| Einwohner | 0    | 009  | 010  | 010  | 008  | 009  | 009  | 013  | 019  | 005  | 005  | 003  |